# 또아리벌레과
또아리벌레과(Lesquereusiidae)는 유각변형충목에 속하는 아메바류과의 하나이다. 긴목또아리벌레(Lesquereusia epistoma) 등을 포함하고 있다.

## 하위 속
- 또아리벌레속 (Lesquereusia) Schlumberger 1845
- Microquadrula
- 딸기벌레속 (Netzelia) Ogden 1979
- Pomoriella
- 기와집벌레속 (Quadrulella)